# Eléonore Belgická
Princezna Eléonore Belgická (Eléonore Fabiola Victoria Anne Marie, * 16. dubna 2008 Anderlecht) je mladší dcerou a nejmladším ze čtyř dětí krále Filipa a královny Mathilde Belgické. V současné době je čtvrtá v řadě následnictví na belgický trůn po svých starších sourozencích princezně Elisabeth, vévodkyni brabantské, princi Gabrielovi a princi Emmanuelovi.

## Život
Je dvanáctým a nejmladším vnoučetem bývalého krále Alberta II. a královny Paoly. Princezna se narodila 16. dubna 2008 v 4:50 v Erazmově nemocnici ve fakultní nemocnici Université libre de Bruxelles v Anderlechtu.
Pokřtěna byla 14. června 2008 v kapli na zámku Ciergnon v belgických Ardenách kardinálem Godfriedem Danneelsem, arcibiskupem mechelensko-bruselským. Jejími kmotry jsou švédská korunní princezna Victoria, belgická princezna Claire a hrabě Sébastien von Westphalen zu Fürstenberg.
Princezna Eléonore získala základní vzdělání v nizozemsky mluvící škole Sint-Jan Berchmanscollege v centru Bruselu. Od září 2020, navštěvuje Heilig Hart College, nizozemskou střední školu ve Wezembeek-Oppem. Součástí jejího vzdělání je také francouzština a angličtina. Žije se svými rodiči, sestrou Elisabeth a dvěma bratry Gabrielem a Emmanuelem v královském paláci Laeken.
Princezna Eléonore hraje na housle. Ráda čte a kreslí, věnuje se cyklistice, plavání, lyžování a plachtění.